# Liste des châteaux du Pas-de-Calais
Cet article recense de manière non exhaustive les châteaux (de défense ou d'agrément), maisons fortes, mottes castrales, situés dans le département français du Pas-de-Calais. Il est fait état des inscriptions et classements au titre des monuments historiques.

## Liste
| Icône            | Signification    | Abréviations             | Abréviations                  | Abréviations             | Abréviations           |
| ---------------- | ---------------- | ------------------------ | ----------------------------- | ------------------------ | ---------------------- |
| Château fort     | Château fort     | = Bastide                | = Ferme fortifiée             | = Maison forte           | = (Néo-)Palladianisme  |
| Renaissance      | Renaissance      | = Château gascon         | = Folie (montpelliéraine)     | = Manoir, Gentilhommière | = Résidence épiscopale |
| Domaine viticole | Domaine viticole | = Classicisme, classique | = Forteresse, fort(ification) | = Maison (noble)         | = Style Beaux-Arts     |
| Palais           | Palais           | = Commanderie            | = Gothique (flamboyant)       | = Néo-baroque            | = Style Second Empire  |
| Ruine ou disparu | Ruine, disparu   | = Château pinardier      | = Hôtel particulier           | = Néo-classique          | = Style italianisant   |
|                  |                  | = Demeure seigneuriale   | ... = Style Louis XII...XVI   | = Néo-gothique           | = Style troubadour     |
|                  |                  | = Éclectisme             | = Logis (seigneurial)         | = Néo-Renaissance        | = Villa (de Nice)      |
| Baroque, rococo  | Baroque, rococo  | = Édifice religieux      | = Motte castrale/féodale      | = Pavillon de chasse     | = Styles du XXe siècle |

| Type                                                          | Château                                        | Commune                   | Protection | Notes                                                                    | Coordonnées                 | Illustration |
| ------------------------------------------------------------- | ---------------------------------------------- | ------------------------- | --- | ------------------------------------------------------------------------ | --------------------------- | ------------ |
| Forteresse, fort(ification)                                   | Fort d'Ambleteuse                              | Ambleteuse                | Classé MH (1965) · Notice no PA00107955                                                                                           | XVIIe siècle, aussi appelé fort Vauban ou fort Mahon                     | 50° 48′ 19″ N, 1° 36′ 02″ E |              |
| Forteresse, fort(ification)                                   | Citadelle d'Arras (Enceinte d'Arras)           | Arras                     | Classé MH (1920, 2012) · Inscrit MH (1929, 1945) · Notice no PA00107966 · Notice no PA00107985 · Patrimoine mondial (2008) UNESCO | XVIIe siècle, fortifications de Vauban                                   | 50° 16′ 57″ N, 2° 45′ 33″ E |              |
| Baroque, rococo                                               | Château d'Audisque                             | Saint-Étienne-au-Mont     | Inscrit MH (1978, 2016) · Notice no PA00108393 · Notice no IA00062536                                                             | XVIIIe siècle                                                            | 50° 40′ 42″ N, 1° 37′ 45″ E |              |
| Style Louis XVI                                               | Château de Barly (Château de Varlemont)        | Barly                     | Classé MH (1971) · Notice no PA00108192                                                                                           | XVIIIe siècle                                                            | 50° 14′ 59″ N, 2° 33′ 03″ E |              |
| Classicisme, classique                                        | Château de Beaulieu                            | Busnes                    | | hôtel-restaurant                                                         | 50° 34′ 55″ N, 2° 30′ 25″ E |              |
| Classicisme, classique                                        | Château de Berles-Monchel                      | Berles-Monchel            | Inscrit MH (2016) · Notice no PA62000154                                                                                          | XVIIIe et XIXe siècles                                                   | 50° 20′ 38″ N, 2° 32′ 14″ E |              |
| Néo-classique                                                 | Château de Bermicourt                          | Bermicourt                | Notice no IA62001019 | XIXe siècle                                                              | 50° 24′ 21″ N, 2° 13′ 43″ E |              |
| Manoir, gentilhommière                                        | Manoir de la Besvre                            | Witternesse               | Inscrit MH (2005) · Notice no PA62000063                                                                                          | XVIe siècle, XIXe et XXe siècles                                         | 50° 37′ 07″ N, 2° 22′ 54″ E |              |
| Demeure seigneuriale · Classicisme, classique                 | Château de la Bien-Assise                      | Guînes                    | | Moyen Âge, XIXe siècle                                                   | 50° 51′ 53″ N, 1° 51′ 36″ E |              |
| Baroque, rococo                                               | Château de Bomy                                | Bomy                      | Classé MH (1980) · Inscrit MH (1980) · Notice no PA00108210 · Notice no IA62001025                                                | XVIIIe siècle                                                            | 50° 34′ 28″ N, 2° 14′ 16″ E |              |
| Château fort · Forteresse, fort(ification)                    | Château de Boulogne-sur-Mer (Château d'Aumont) | Boulogne-sur-Mer          | Site classé (1916) · Inscrit MH (1926) · Classé MH (1977) · Notice no PA00108228 · Notice no IA00059456 · Notice no IA00059455    | XIIIe et XVIe siècles, XVIIIe et XIXe siècles, musée                     | 50° 43′ 32″ N, 1° 37′ 01″ E |              |
| Château fort · Maison forte                                   | Donjon de Bours                                | Bours                     | Classé MH (1965) · Notice no PA00108236                                                                                           | XIVe et XVe siècles                                                      | 50° 27′ 14″ N, 2° 24′ 38″ E |              |
| Classicisme, classique · Néo-gothique                         | Château de Brias                               | Brias                     | | XVIIIe et XIXe siècles                                                   | 50° 24′ 24″ N, 2° 22′ 46″ E |              |
| Château fort · Ruine ou disparu                               | Château de La Buissière                        | Bruay-la-Buissière        | Inscrit MH (1965) · Notice no PA00108239                                                                                          | XIIIe et XVIIIe siècles                                                  | 50° 29′ 32″ N, 2° 33′ 36″ E |              |
| Château fort · Forteresse, fort(ification) · Ruine ou disparu | Citadelle de Calais                            | Calais                    | Inscrit MH (1939, 1990) · Notice no PA00108247                                                                                    | Moyen Âge. XVIe et XVIIe siècles, XIXe siècle                            | 50° 57′ 27″ N, 1° 50′ 35″ E |              |
| Classicisme, classique                                        | Château de la Calotterie                       | La Calotterie             | | XVIIIe et XIXe siècles                                                   | 50° 28′ 30″ N, 1° 43′ 54″ E |              |
| Néo-classique                                                 | Château de Cercamp                             | Frévent                   | | XIXe siècle, transformé en château                                       | 50° 16′ 11″ N, 2° 18′ 05″ E |              |
| Classicisme, classique                                        | Château de Clarques                            | Saint-Augustin (Clarques) | Notice no IA62001033 | XVIIIe et XXe siècles                                                    | 50° 38′ 48″ N, 2° 16′ 47″ E |              |
| Classicisme, classique                                        | Château de Cocove                              | Recques-sur-Hem           | | XVIIIe siècle                                                            | 50° 50′ 06″ N, 2° 03′ 53″ E |              |
| Classicisme, classique                                        | Château de Couin                               | Couin                     | Inscrit MH (1965) · Notice no PA00108259 · Notice no IA62001035                                                                   | XVIIIe siècle                                                            | 50° 08′ 08″ N, 2° 31′ 53″ E |              |
| Classicisme, classique                                        | Château de Couturelle                          | Couturelle                | | XVIIIe siècle                                                            | 50° 12′ 28″ N, 2° 30′ 03″ E |              |
| Château fort                                                  | Château de Créminil                            | Estrée-Blanche            | Classé MH (2005) · Notice no PA00108271 · Notice no IA62001038                                                                    | XVe siècle                                                               | 50° 35′ 32″ N, 2° 19′ 42″ E |              |
| Classicisme, classique                                        | Château de Draëck                              | Zutkerque                 | | XVIIIe siècle                                                            | 50° 50′ 55″ N, 2° 04′ 25″ E |              |
| Classicisme, classique                                        | Château de Duisans                             | Duisans                   | Inscrit MH (1948) · Notice no PA00108265                                                                                          | XVIIIe siècle                                                            | 50° 18′ 39″ N, 2° 40′ 41″ E |              |
| Château fort · Classicisme, classique                         | Château d'Écou                                 | Tilques                   | Inscrit MH (2014) · Notice no PA62000146                                                                                          | Moyen Âge, XVIIe et XVIIIe siècles                                       | 50° 46′ 52″ N, 2° 13′ 15″ E |              |
|                                                               | Château de Fosseux                             | Fosseux                   | |                                                                          |                             |              |
| Château fort · Ruine ou disparu                               | Château de Fressin                             | Fressin                   | |                                                                          |                             |              |
| Classicisme, classique                                        | Château de Givenchy                            | Givenchy-le-Noble         | Inscrit MH (1976) · Notice no PA00108290 · Notice no IA62001043                                                                   | XVIIIe siècle                                                            | 50° 17′ 58″ N, 2° 29′ 42″ E |              |
|                                                               | Château de Gouy                                | Gouy-en-Artois            | |                                                                          |                             |              |
|                                                               | Château de Grand-Rullecourt                    | Grand-Rullecourt          | |                                                                          |                             |              |
| Classicisme, classique                                        | Château de Grenas                              | Pommera                   | Notice no IA62001074 | XVIIIe siècle                                                            | 50° 09′ 59″ N, 2° 26′ 43″ E |              |
|                                                               | Château d'Habarcq                              | Habarcq                   | |                                                                          |                             |              |
| Château fort · Manoir, gentilhommière · Styles xxe siècle     | Château d'Hardelot                             | Condette                  | Notice no IA00062411 | XIIIe et XVe siècles, XIXe et XXe siècles, Style néo-Tudor               | 50° 38′ 44″ N, 1° 36′ 41″ E |              |
| Classicisme, classique                                        | Château d'Havrincourt                          | Havrincourt               | Notice no IA62001045 | XVIIIe siècle                                                            | 50° 06′ 34″ N, 3° 05′ 06″ E |              |
|                                                               | Château d'Hendecourt                           | Hendecourt-les-Cagnicourt | |                                                                          |                             |              |
| Classicisme, classique                                        | Château d'Hénu                                 | Hénu                      | Classé MH (1977) · Notice no PA00108304 · Notice no IA62001047                                                                    | XVIIIe siècle                                                            | 50° 09′ 20″ N, 2° 31′ 15″ E |              |
|                                                               | Château d'Hesdin-l'Abbé ou Hôtel Cléry         | Hesdin-l'Abbé             | |                                                                          |                             |              |
| Manoir, gentilhommière                                        | Manoir d'Hesdin-l'Abbé                         | Hesdin-l'Abbé             | | XVIIIe siècle, anciennement propriété de la famille des vicomtes d'Isque |                             |              |
| Classicisme, classique · Néo-classique                        | Château l'Hocquet (Château de Tilques)         | Tilques                   | | XVIIe et XIXe siècles                                                    | 50° 46′ 30″ N, 2° 12′ 51″ E |              |
| Motte castrale ou féodale · Ruine ou disparu                  | Tour de l'Horloge                              | Guînes                    | | Moyen Âge, XVIIIe siècle                                                 | 50° 52′ 08″ N, 1° 52′ 08″ E |              |
| Commanderie · Ruine ou disparu                                | Commanderie des Hospitaliers                   | Wamin (Bois-Saint-Jean)   | Inscrit MH (2009) · Notice no PA62000105                                                                                          | XIIe siècle                                                              | 50° 24′ 13″ N, 2° 03′ 55″ E |              |
| Classicisme, classique                                        | Château d'Hucqueliers                          | Hucqueliers               | | XVIIIe siècle                                                            | 50° 34′ 11″ N, 1° 54′ 24″ E |              |
| Manoir, gentilhommière                                        | Château d'Isque                                | Isques                    | | XVIe siècle                                                              |                             |              |
|                                                               | Château de Laprée                              | Quiestède                 | |                                                                          |                             |              |
|                                                               | Château de Liettres                            | Liettres                  | |                                                                          |                             |              |
|                                                               | Citadelle de Montreuil                         | Montreuil                 | | ancien château royal                                                     |                             |              |
|                                                               | Château d'Olhain                               | Fresnicourt-le-Dolmen     | |                                                                          |                             |              |
|                                                               | Château de Pas-en-Artois                       | Pas-en-Artois             | |                                                                          |                             |              |
| Manoir, gentilhommière · Style Louis XVI                      | Château de Pommera                             | Pommera                   | | XVIIIe siècle                                                            | 50° 10′ 27″ N, 2° 26′ 31″ E |              |
|                                                               | Château de Pont-de-Briques                     | Saint-Léonard             | |                                                                          |                             |              |
| Ruine ou disparu                                              | Château du Quesnoy                             | Busnes                    | |                                                                          |                             |              |
| Classicisme, classique                                        | Château de Ranchicourt                         | Rebreuve-Ranchicourt      | | XVIIIe siècle                                                            | 50° 26′ 26″ N, 2° 33′ 10″ E |              |
|                                                               | Château de Recques-sur-Course                  | Recques-sur-Course        | | de l'architecte Giraud Sannier                                           |                             |              |
|                                                               | Fort Risban                                    | Calais                    | | dans les récits médiévaux anglais, il s'agit de Risbanke ou Risbank      |                             |              |
|                                                               | Château du Rohart                              | Camiers                   | |                                                                          |                             |              |
|                                                               | Château de Rosamel                             | Frencq                    | |                                                                          |                             |              |
|                                                               | Château de Saternault                          | Saulty                    | |                                                                          |                             |              |
|                                                               | Château de Saulty                              | Saulty                    | |                                                                          |                             |              |
| Château fort · Ruine ou disparu                               | Château de Tannay                              | Mazinghem                 | | Moyen Âge                                                                |                             |              |
|                                                               | Château Tilques                                | Tilques                   | |                                                                          |                             |              |
|                                                               | Château de Tramecourt                          | Tramecourt                | |                                                                          |                             |              |
|                                                               | Château de Villers-Châtel                      | Villers-Châtel            | |                                                                          |                             |              |
| Classicisme, classique                                        | Château de Wamin                               | Wamin                     | Inscrit MH (2009) · Notice no PA00108440                                                                                          | XVIIIe siècle                                                            | 50° 24′ 53″ N, 2° 03′ 32″ E |              |